# Oldřich Škoda
Oldřich Škoda (* 10. září 1932) byl český a československý politik Komunistické strany Československa, vedoucí tajemník OV KSČ v Písku a poslanec Sněmovny lidu Federálního shromáždění za normalizace.

## Biografie
K roku 1986 se profesně uvádí jako vedoucí tajemník okresního výboru KSČ v Písku. V této funkci se uvádí i k roku 1988.
Ve volbách roku 1986 zasedl za KSČ do Sněmovny lidu (volební obvod č. 37 – Písek, Jihočeský kraj). Ve Federálním shromáždění setrval do ledna 1990, kdy rezignoval na mandát v rámci procesu kooptací do Federálního shromáždění po sametové revoluci.